# Jägerhäuschen (Kottenforst)

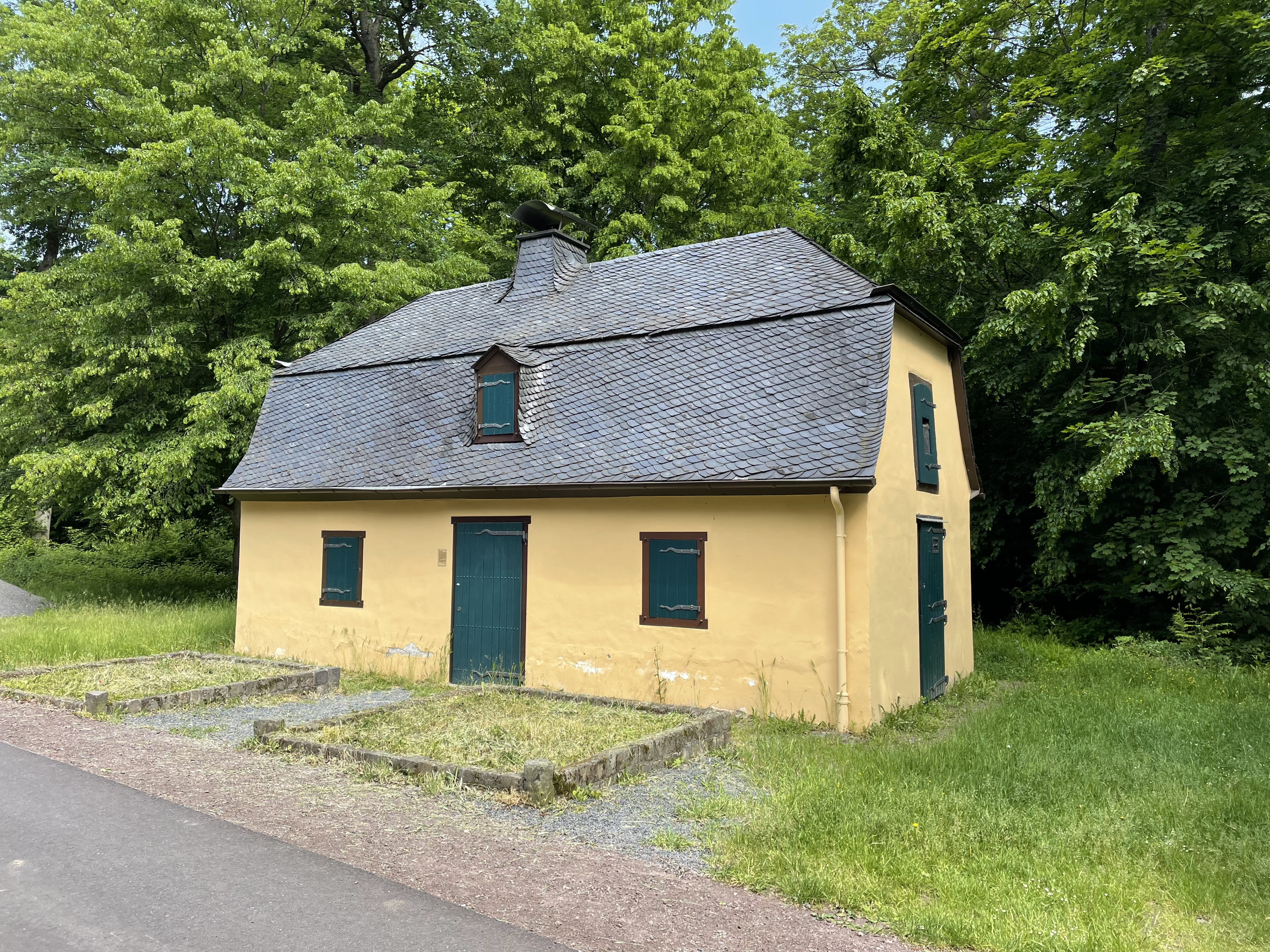
Jägerhäuschen, 2023

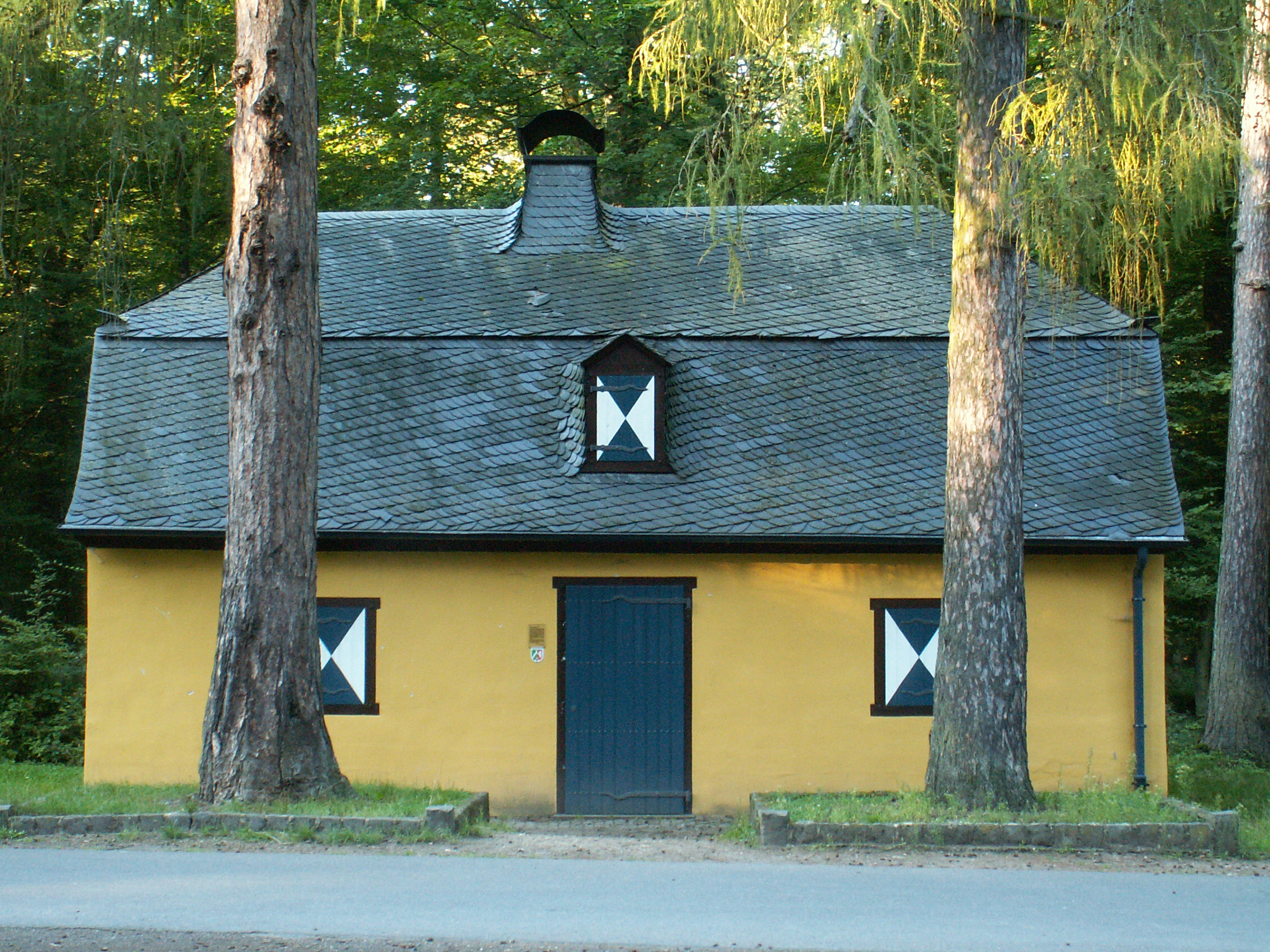
Das Jägerhäuschen diente im 18. Jahrhundert als Station für Parforce-Jagden

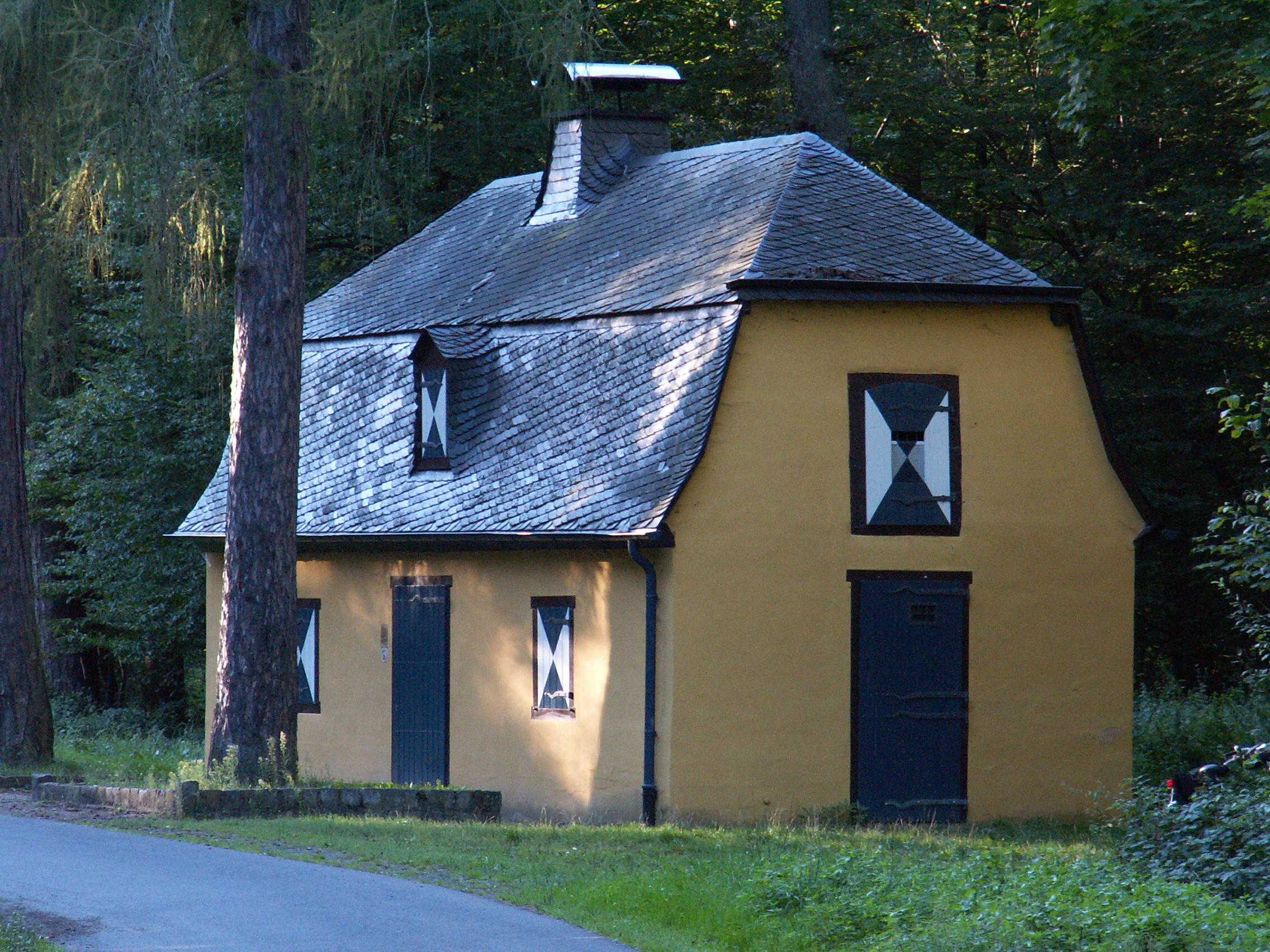
Jägerhäuschen nach der Restauration, 2005

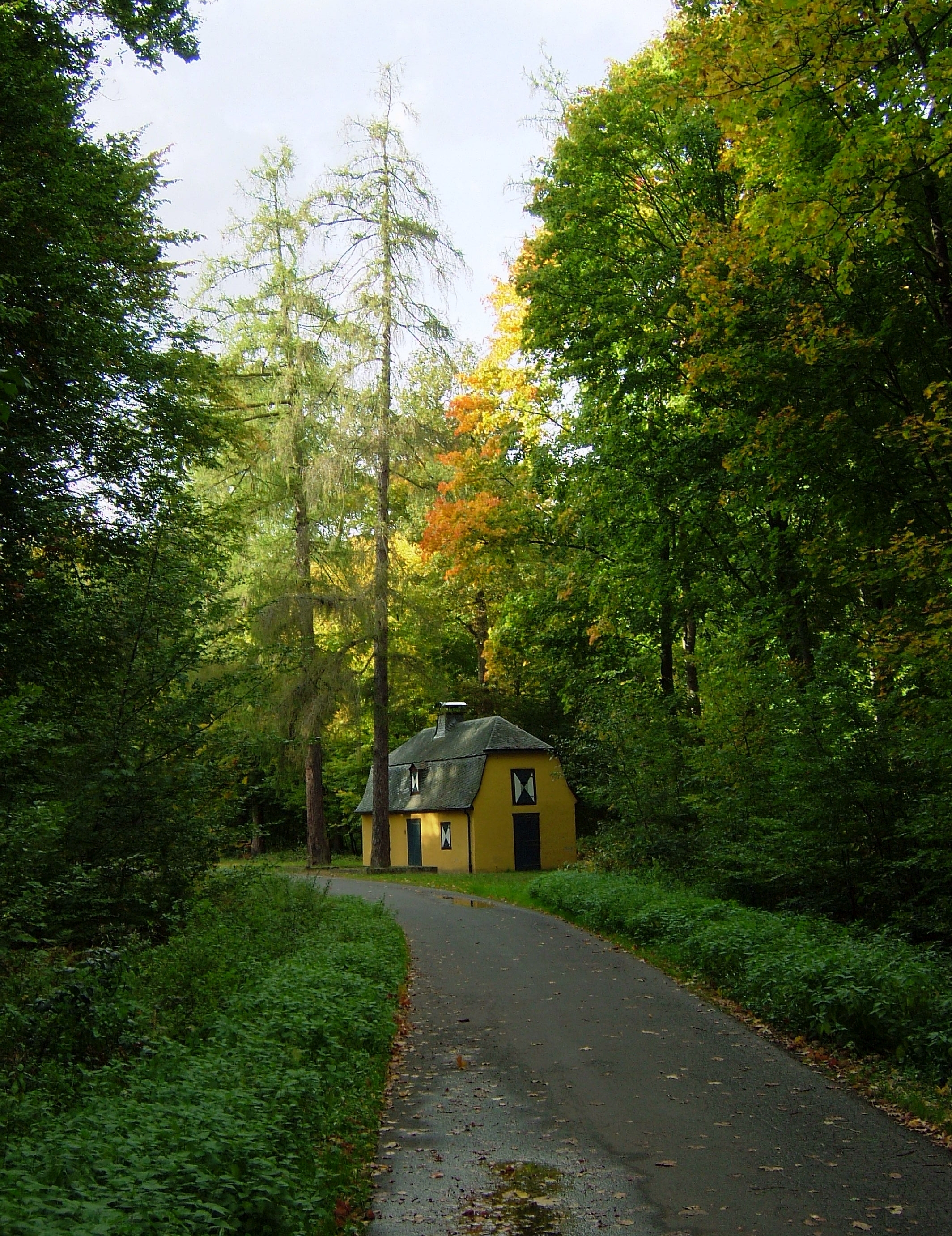
Das Jägerhäuschen im Herbst 2008 mit den beiden nicht mehr vorhandenen Lärchen

Das Jägerhäuschen im Kottenforst bei Bonn ist eine um 1730 bis 1740 gebaute Unterkunft und war eine Station für die Parforcejagden des Kölner Kurfürsten Clemens August. Es steht als Baudenkmal unter Denkmalschutz.

## Geschichtliche Einordnung
Um von dort die von ihm geschätzte Hetzjagd zu Pferde betreiben zu können, baute Clemens August 1754 bis 1756 das Schloss Herzogsfreude, das an der Stelle des heutigen Bonner Ortsteils Röttgen stand und ließ ein Wegenetz durch den Kottenforst errichten. Die Wege laufen sternförmig am ehemaligen Standort des Schlosses in Bonn-Röttgen zusammen. Das Jägerhäuschen liegt am Schnittpunkt zweier solcher Wege und diente für die Jagd als Relaisstation. Hier konnten die Pferde gewechselt werden. Das Jägerhäuschen enthielt daher neben dem kleinen Aufenthaltsraum für die Jagdhelfer auf der linken Seite einen größeren Pferdestall auf der rechten Seite des Gebäudes.
Nachdem Clemens August im Jahre 1761 verstorben war, wurden keine Parforcejagden mehr im Kottenforst abgehalten, seine Nachfolger betraten das Jagdschloss Herzogsfreude nicht. Es kam zu einem Rückbau des Schlosses (bis etwa 1810). Auch das Jägerhäuschen wurde nicht mehr genutzt und verfiel.

## Heutige Nutzung
Heute wird es durch die für den Kottenforst zuständige Forstverwaltung, das Regionalforstamt Rhein-Sieg-Erft, genutzt. Die Forstverwaltung restaurierte das Jägerhäuschen zunächst und übernahm in der Folge die Verwaltung und Pflege des denkmalgeschützten Gebäudes.

## Umgebung und Ausflugsziel
Unmittelbar neben dem Jägerhäuschen befinden sich die Kaisereiche und die Prinz-Friedrich-Eiche (siehe unter Kaisereiche) sowie die Prinz-Oskar-Eiche.
Sowohl Jägerhäuschen als auch Kaisereiche sind heute beliebte Ausflugsziele. Die beiden mehr als 200 Jahre alten Lärchen, die direkt vor dem Jägerhäuschen standen, existieren seit den Winterstürmen im Januar 2018 nicht mehr. Eine überlebte das Sturmtief Burglind nicht (2. und 3. Januar), die andere musste kurz darauf aus Sicherheitsgründen entfernt werden. In südöstlicher Richtung, am „Communicationsweg“ nach Villiprott, kann man in 300 m Entfernung das umgestürzte Naturdenkmal Dicke Eiche besichtigen. In 5,2 km Entfernung via Professorenweg befindet sich in nordöstlicher Richtung das archäologische Denkmal Ringwall Venne, bei dem es sich um die Reste einer frühmittelalterlichen Fliehburg handelt. Den Bahnhof Kottenforst, an der Voreifelbahn S 23 von Bonn nach Euskirchen gelegen, kann man über die Weingartsbahn in 3,4 km Entfernung erreichen. Wegen seiner Gaststätte mit großer Außengastronomie ist er vor allem im Sommer ein beliebtes Ausflugsziel.